# Cotmeana (okręg Ardżesz)
Cotmeana – wieś w Rumunii, w okręgu Ardżesz, w gminie Cotmeana. W 2011 roku liczyła 695 mieszkańców.